# Castillo de Ioánina
El Castillo de Ioánina (en griego: Κάστρο Ιωαννίνων) es el casco antiguo fortificado de la ciudad de Ioánina, en el noroeste de Grecia. La fortificación actual data en gran parte de la reconstrucción bajo Alí Pachá  a finales del período otomano, pero incorpora también elementos preexistentes del Imperio bizantino.

## Historia

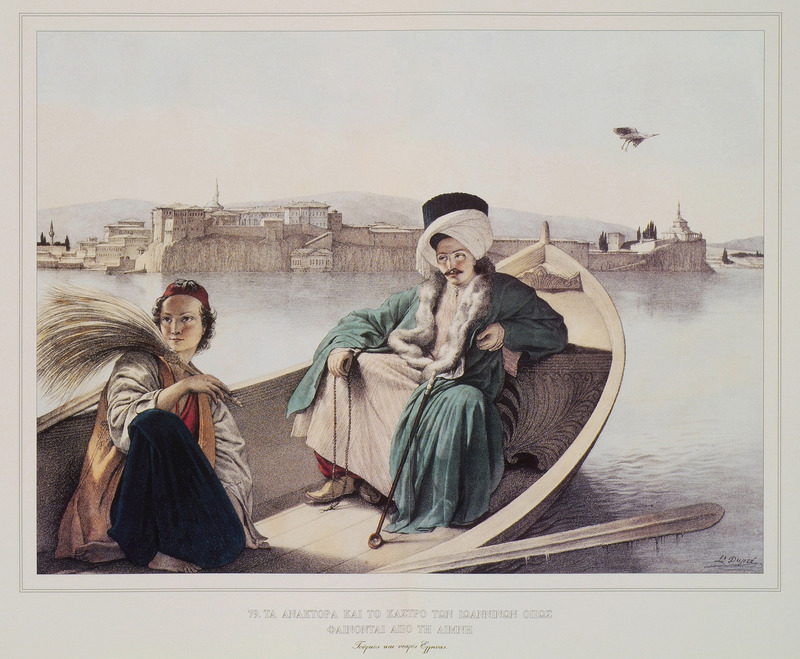
Vista de Its Kale y el palacio de Alí Pachá desde el lago de Ioannina en la década de 1820, por Louis Dupré.

Ioánina aparece mencionada por primera vez en un decreto del emperador Basilio II del Imperio Bizantino de 1020, pero es evidente que ya existía varios siglos antes. Tradicionalmente, la fundación y primera fortificación de la ciudad se han situado en el siglo VI, cuando el historiador Procopio de Cesarea (Sobre los edificios, IV.1.39-42) recoge la construcción de una nueva ciudad "bien fortificada" por parte del emperador bizantino Justiniano I (r. 527-565) para los habitantes de la antigua Euroea. Sin embargo, esta opinión no está respaldada por ninguna prueba arqueológica concreta. Además, las excavaciones de principios del siglo XXI han sacado a la luz fortificaciones que datan del periodo helenístico (siglos IV-III a. C.), cuyo curso fue seguido en gran medida por reconstrucciones posteriores de la fortaleza en los periodos bizantino y otomano. La identificación del lugar con una de las antiguas ciudades conocidas del Epiro aún no ha sido posible. El arqueólogo griego K. Tsoures databa del siglo X las murallas bizantinas y la ciudadela noreste. Los añadidos de finales del siglo XI, incluida la ciudadela sureste, se atribuyen tradicionalmente a la breve ocupación de la ciudad por los normandos bajo el mando de Bohemundo de Tarento.
Tras la caída del Imperio bizantino a causa de la Cuarta Cruzada en 1204, la historia de la ciudad fue turbulenta: Pasó a formar parte del Estado sucesor del despotado de Epiro, cayó en manos del restaurado Imperio bizantino bajo la dinastía Paleólogo en 1319, y fue capturada por el gobernante Esteban Dušan de la Serbia medieval en 1346. El aventurero florentino Esaú Buondelmonti capturó la ciudad de manos de sus gobernantes serbios en 1385, a los que siguió la familia Tocco, gobernantes del Condado Palatino de Cefalonia y Zacinto, desde 1411 hasta la captura de la ciudad por el Imperio otomano el 9 de octubre de 1430. En los años inmediatamente posteriores a 1204, se reconstruyeron las murallas de la ciudad y la ciudadela noreste, mientras que en 1367-1384 se emprendió una nueva reconstrucción bajo el mandato de Tomás Preljubović. El trazado de las murallas bizantinas coincide en gran medida con la fortificación actual, pero hasta las excavaciones de las dos últimas décadas no se conocían muchos detalles, como el número y la estructura de las torres.
La ciudad permaneció bajo dominio otomano desde 1430 hasta la batalla de Bizáni en la primera guerra de los Balcanes de 1913. En la época otomana, la ciudad disfrutó de una prosperidad considerable, y alcanzó la cima de su preeminencia bajo el gobierno de Alí Pachá, que se convirtió en el gobernante del un eyalato de Ioánina que abarcaba gran parte de la actual Grecia y Albania entre 1787 y su caída y ejecución en 1822. Las modificaciones o reparaciones de las murallas bizantinas realizadas por los anteriores gobernadores otomanos ya no son perceptibles, pues Alí Pachá inició una amplia reconstrucción de las murallas a principios del siglo XIX, que se completó en 1815. Incorporó, en la medida de lo posible, las fortificaciones bizantinas preexistentes, al tiempo que añadía una nueva muralla delante. En el intervalo se rellenó con escombros o se dotó de galerías arqueadas, formando una gran superficie aterrazada en cuya cima podían instalarse cañones.

## Trazado y monumentos
El castillo está situado en el extremo sureste de la ciudad moderna, sobre un promontorio rocoso que se adentra en el lago Pamvótida. El castillo está dominado por sus dos ciudadelas, ya establecidas a finales del siglo XI según consta en la obra de Ana Comneno, Alexiada: la ciudadela noreste, dominada en la actualidad por la mezquita Aslan Pashá, y la ciudadela sureste, mucho más grande, también conocida como Its Kale (en turco: Iç Kale, ‘Castillo Interior’).

### Ciudadela noreste
La ciudadela noreste ocupa una superficie aproximada de 6000 m2, y está rodeada por una muralla que data en parte de la época bizantina, incluida la monumental puerta sur, flanqueada por una gran torre circular. En época bizantina, se denominaba Torre Superior (en griego: επάνω γουλάς) y era la sede del gobernador local y, más tarde, del Despotado de Epiro. La ciudadela comprendía un palacio así como una iglesia dedicada a San Juan.
Tras la fracasada revuelta del Epiro de 1611 de Dionisio el Filósofo en 1611 y la posterior expulsión de la población cristiana de la ciudad amurallada, la iglesia de San Juan fue derribada y sustituida en 1618 por el complejo de la mezquita de Aslan Pachá, que comprendía la mezquita, la tumba del fundador (türbe), una madrasa y una cocina, que sobreviven hasta nuestros días. La ciudadela se convirtió en el centro religioso musulmán de la ciudad. En la actualidad, la mezquita de Aslan Pashá alberga el Museo Etnográfico Municipal de Ioánina.
Fuera de la ciudadela, pero muy cerca, se encuentran la Biblioteca turca, probablemente anexa a la madrasa, un hamán y el Soufari Sarai ("palacio de los jinetes"), un cuartel de caballería construido en los últimos años del gobierno de Alí Pachá (1815-1820). También hay un complejo de baños bizantinos en las inmediaciones.

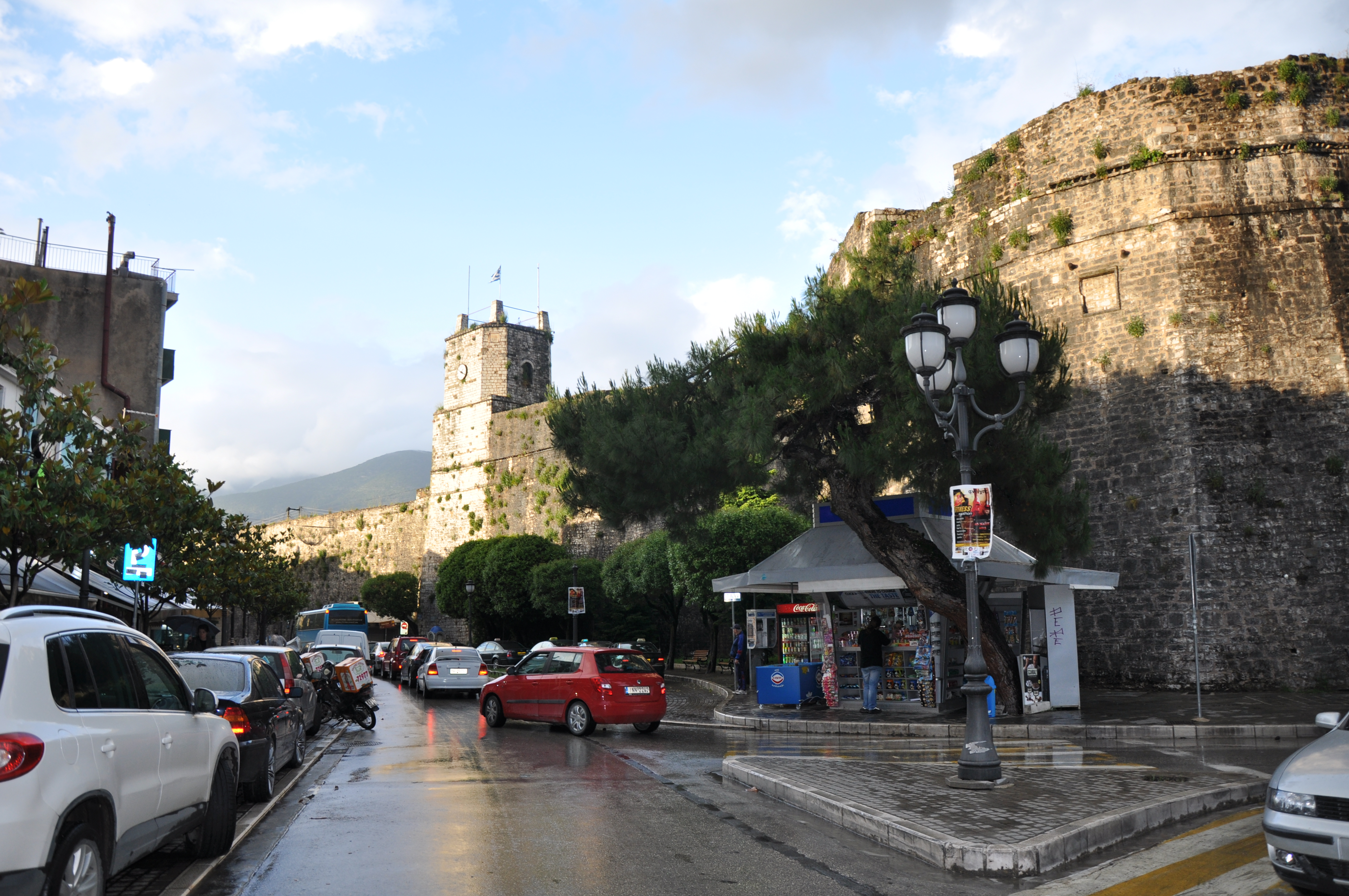
Carretera al castillo.
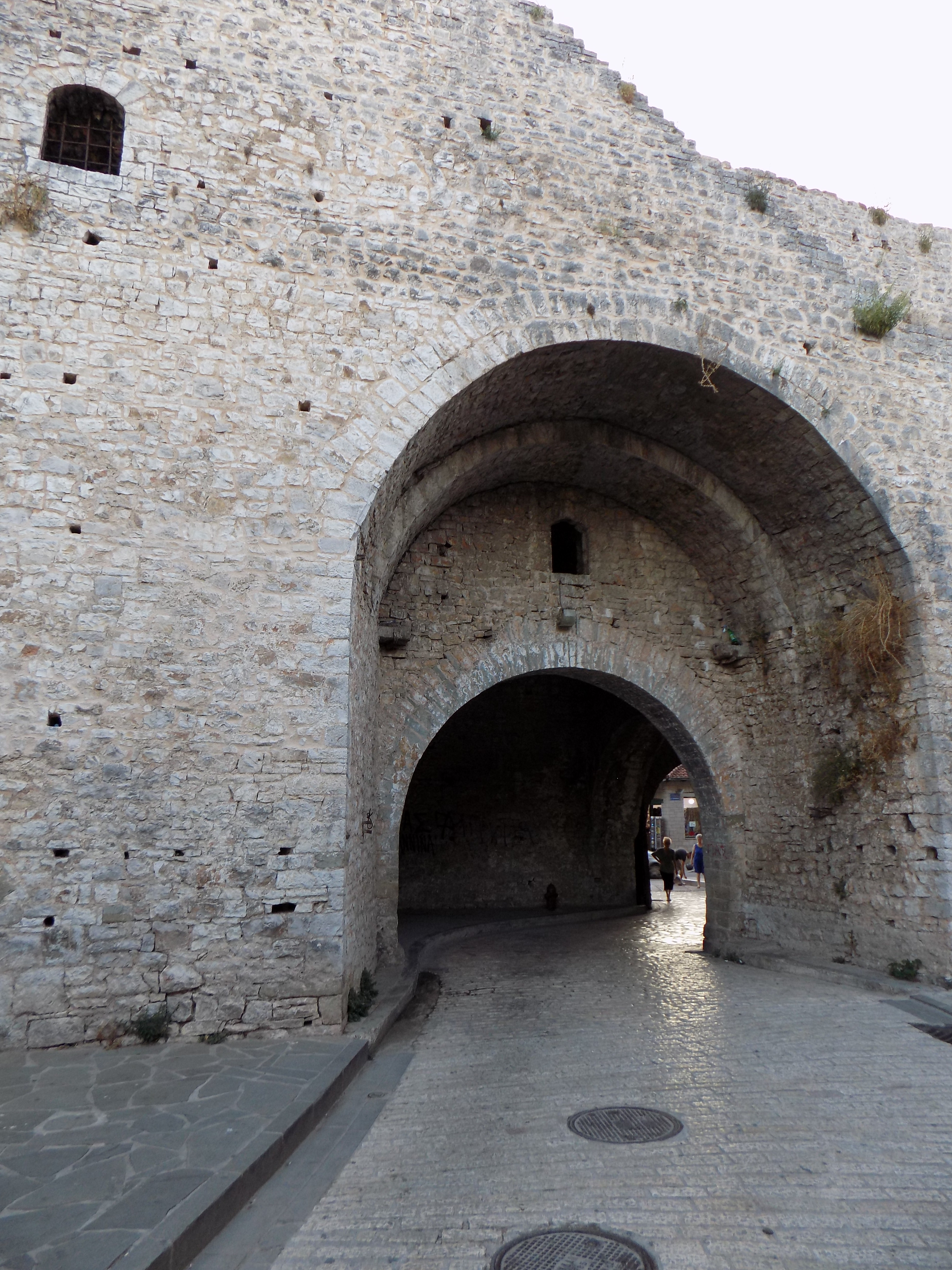
Puerta este.
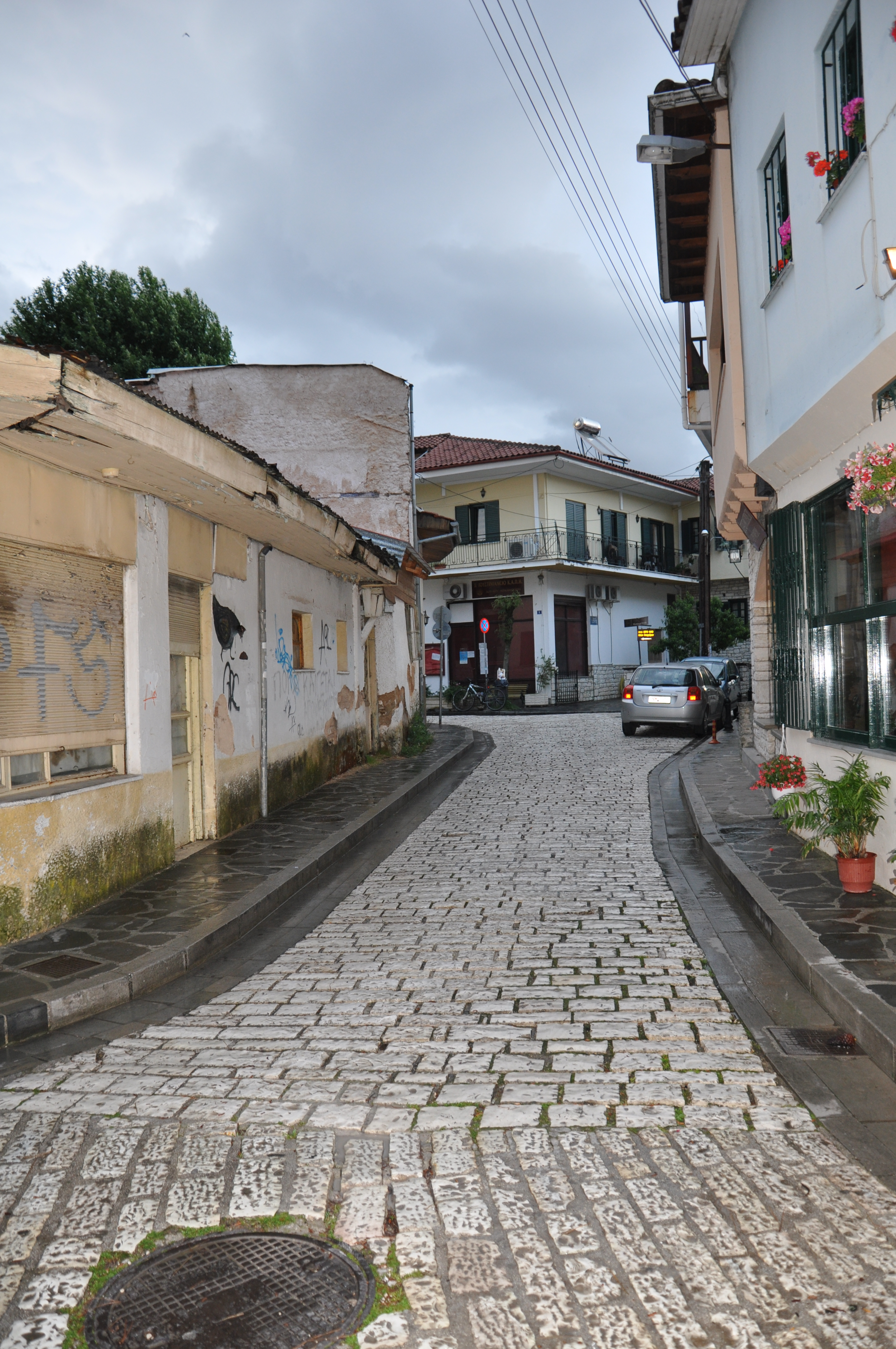
Calle del interior
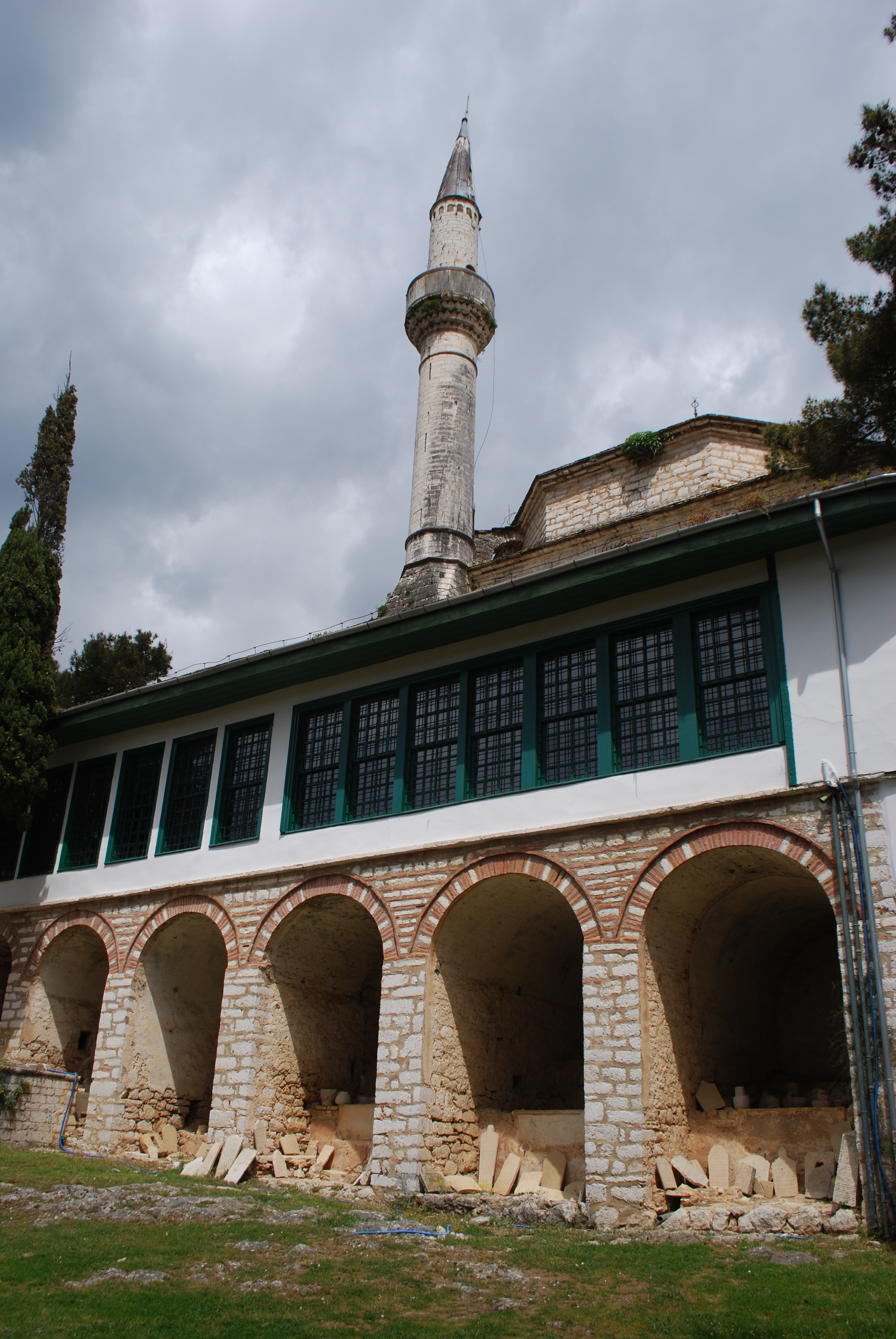
La mezquita de Aslan Pachá, hoy museo
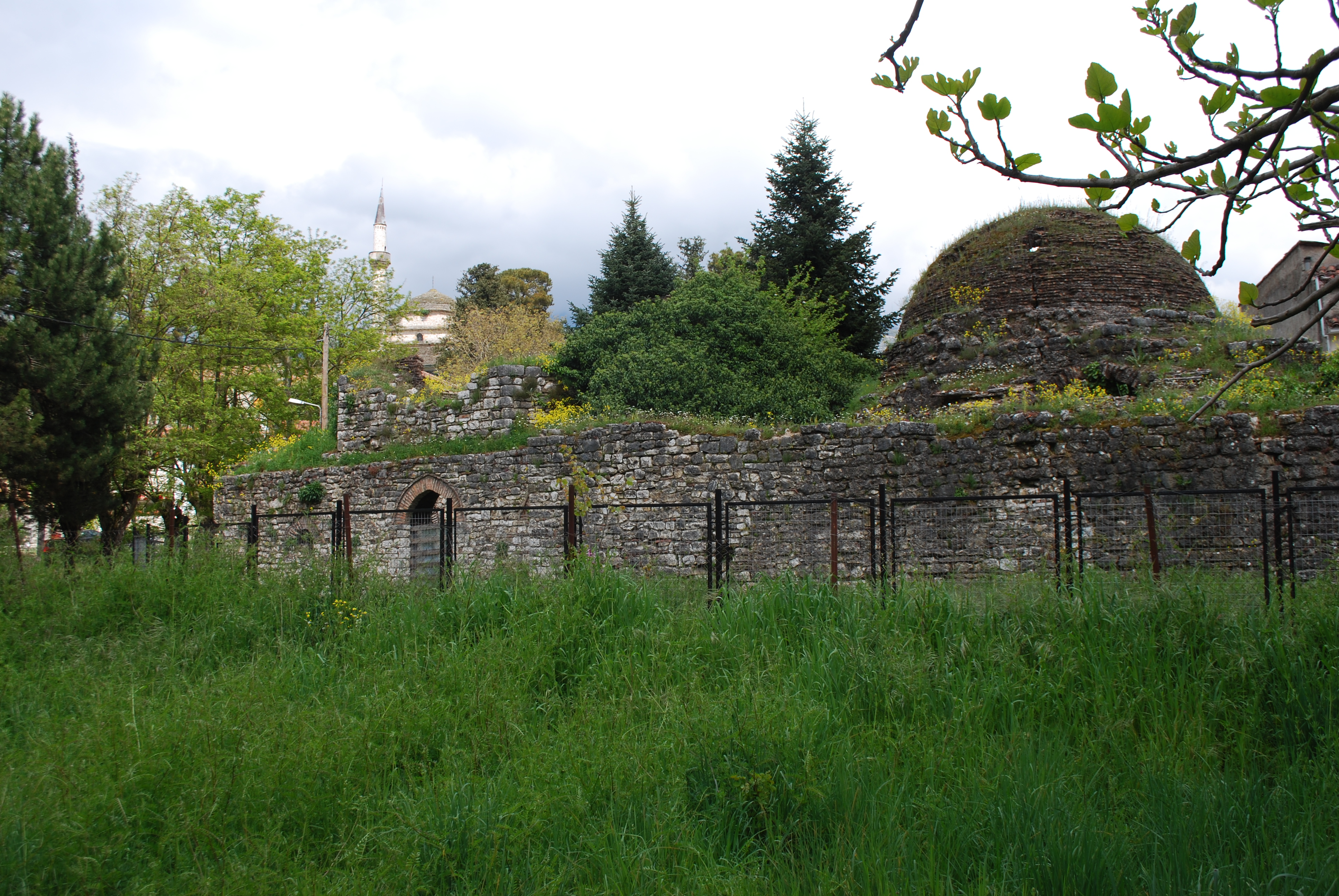
Ruinas del baño turco.
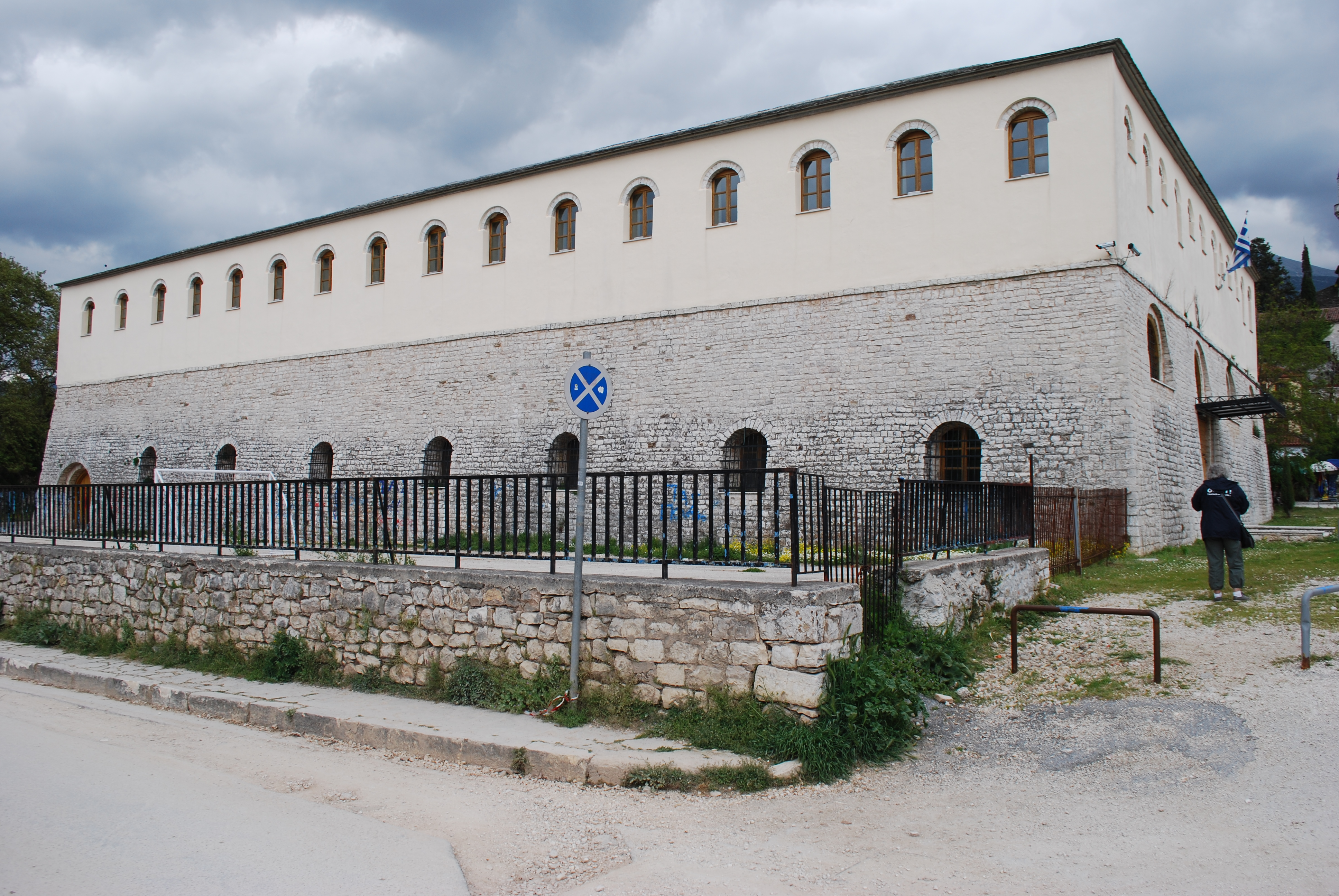
Soufari Sarai cuartel de caballería.
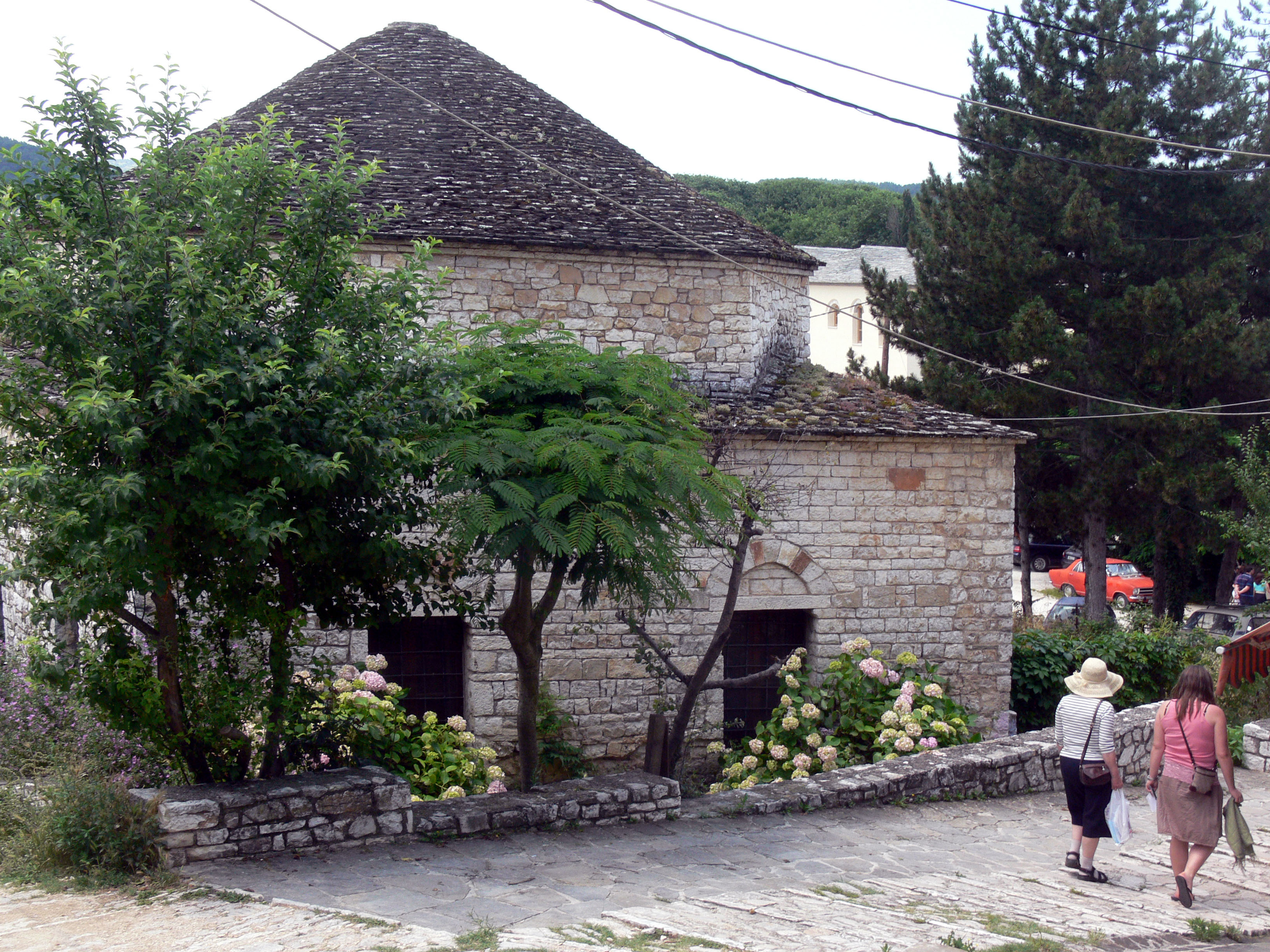
Biblioteca otomana.
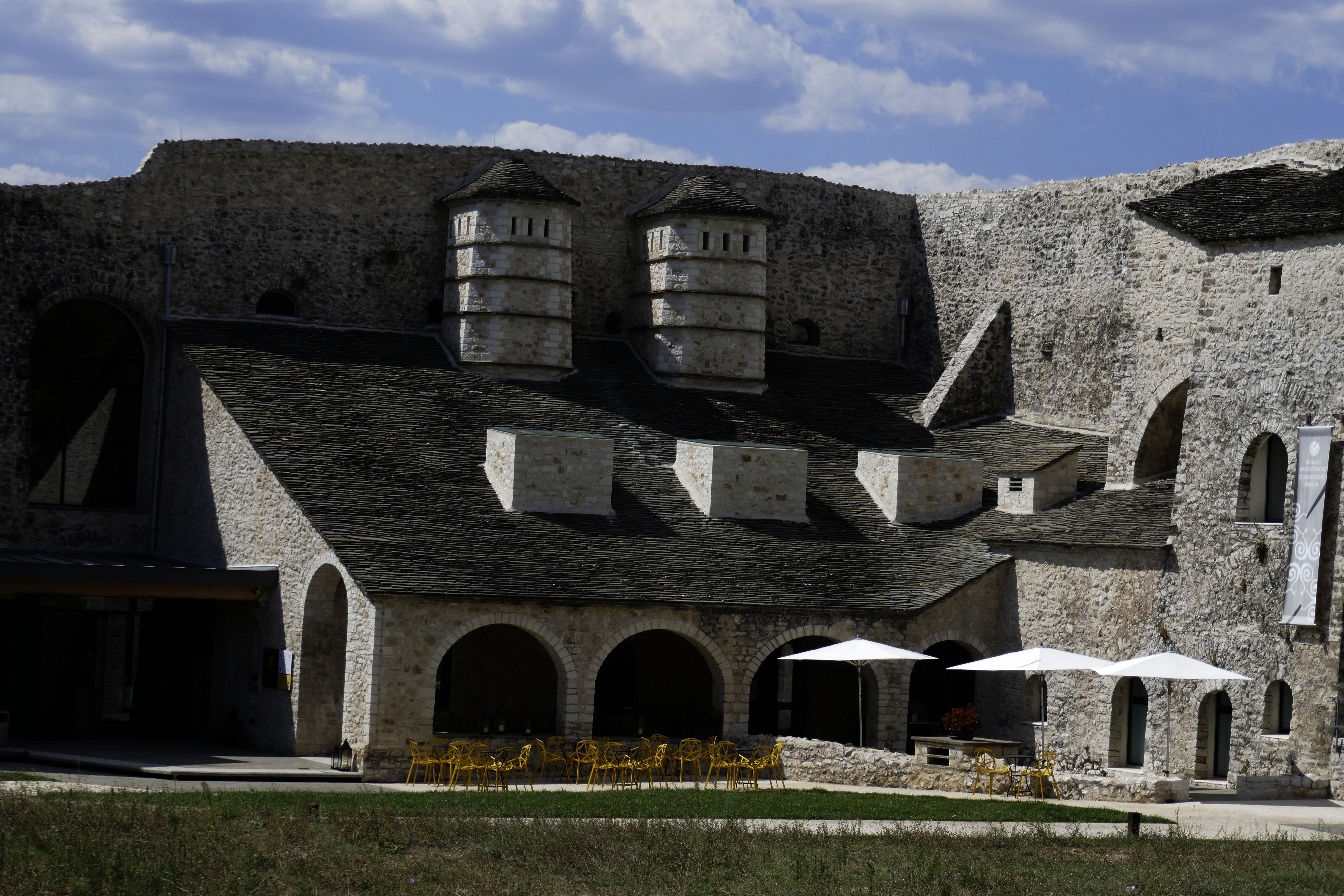
Museo de orfebrería.

### Its Kale
La ciudadela del sureste, más conocida por su nombre otomano "Its Kale" (una versión griega del turco iç Kale que significa "ciudadela"), forma esencialmente una fortaleza separada dentro de la ciudad vieja, cubriendo un área de unos 30 000 m2. Tradicionalmente, su fundación se atribuye a la ocupación de la ciudad por Bohemundo en 1082, y la principal reliquia bizantina de la época, la gran torre circular situada en el centro de la ciudadela, se conoce como la Torre de Bohemundo. Sin embargo, también aquí recientes excavaciones han sacado a la luz cimientos de la época helenística. Según fuentes literarias, en la época bizantina, la ciudadela albergaba las residencias de los arcontes de la ciudad, así como la iglesia catedral de los taxiarcas y la iglesia del Pantocrátor.
Bajo Ali Pasha, el Its Kale fue completamente reconstruido y se convirtió en la residencia principal del poderoso gobernante. Fue aquí donde construyó su palacio (saray), a partir de 1788. El palacio, descrito por los viajeros europeos y representado en una lámina de W. L. Leitch y grabada por H. Adlard, es una estructura grande y compleja de dos pisos con muchas ventanas que ofrecen una excelente vista del lago Pamvótida. El palacio siguió siendo el centro administrativo de la ciudad hasta 1870, cuando fue derribado, aunque ya había sufrido graves daños durante el asedio de las tropas del sultán en 1821-22 que provocó la caída de Ali. Las excavaciones han demostrado que el selamlik se encontraba probablemente en el lado norte, y el harén y las dependencias femeninas en el sur. Las ruinas que se conservan pertenecen en su mayor parte a la parte sur, incluidas las ruinas de la torre circular de Bohemundo.

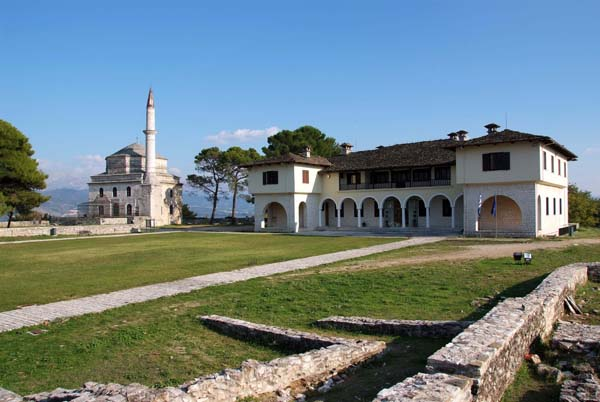
La Mezquita de Fethiye (izquierda) y el Museo Bizantino (derecha).

Tras la toma de la ciudad por los griegos en 1913, el solar del complejo palaciego principal se utilizó posteriormente para la construcción del hospital militar de la ciudad, que a su vez dio paso en 1958 a un nuevo edificio, diseñado por V. Harisis, destinado a servir de pabellón real. Desde 1995 alberga el Museo Bizantino de Ioánina. Cerca del museo, en la parte más oriental y alta de la ciudadela, se encuentra la Mezquita Fethiye con la tumba de Alí Pachá y una de sus esposas al noroeste, cubierta por una celosía de hierro. La mezquita ocupa el espacio de la catedral bizantina de la ciudad, y se construyó originalmente tras la conquista otomana en 1430. Reconstruida en estilo más grandioso en el siglo XVII, su forma actual data de su reconstrucción por Alí Pachá (c. 1795).
La principal parte que se conserva del palacio de Alí es el llamado "Tesoro" (Θησαυροφυλάκιο), al norte, un edificio cuadrado de uso no identificado. Un espacio abovedado adyacente se convirtió más tarde en la pequeña iglesia de los Santos anárgiros (Άγιοι Ανάργυροι). El Tesoro fue restaurado en 1989-1890 y alberga una exposición sobre la historia y los métodos de orfebrería en Ioánina y su área más amplia, por los que la región era famosa en tiempos otomanos. Otras estructuras supervivientes o excavadas son las cocinas, de principios del siglo XIX, situadas en la parte noroeste de la ciudadela, que ahora sirven de refectorio; el almacén de pólvora al noreste de la Mezquita de Fethiye, que hoy sirve de espacio educativo, con un edificio en ruinas de propósito desconocido entre él y las cocinas, así como la base en ruinas de otra gran torre circular de la época bizantina; un gran edificio de dos plantas al noreste del Tesoro, posiblemente un cuartel o una parte no identificada del palacio, que sobrevive solo en la mitad de su longitud original, y que ahora sirve como espacio cultural y de exposiciones; y un pequeño complejo de baños al norte.

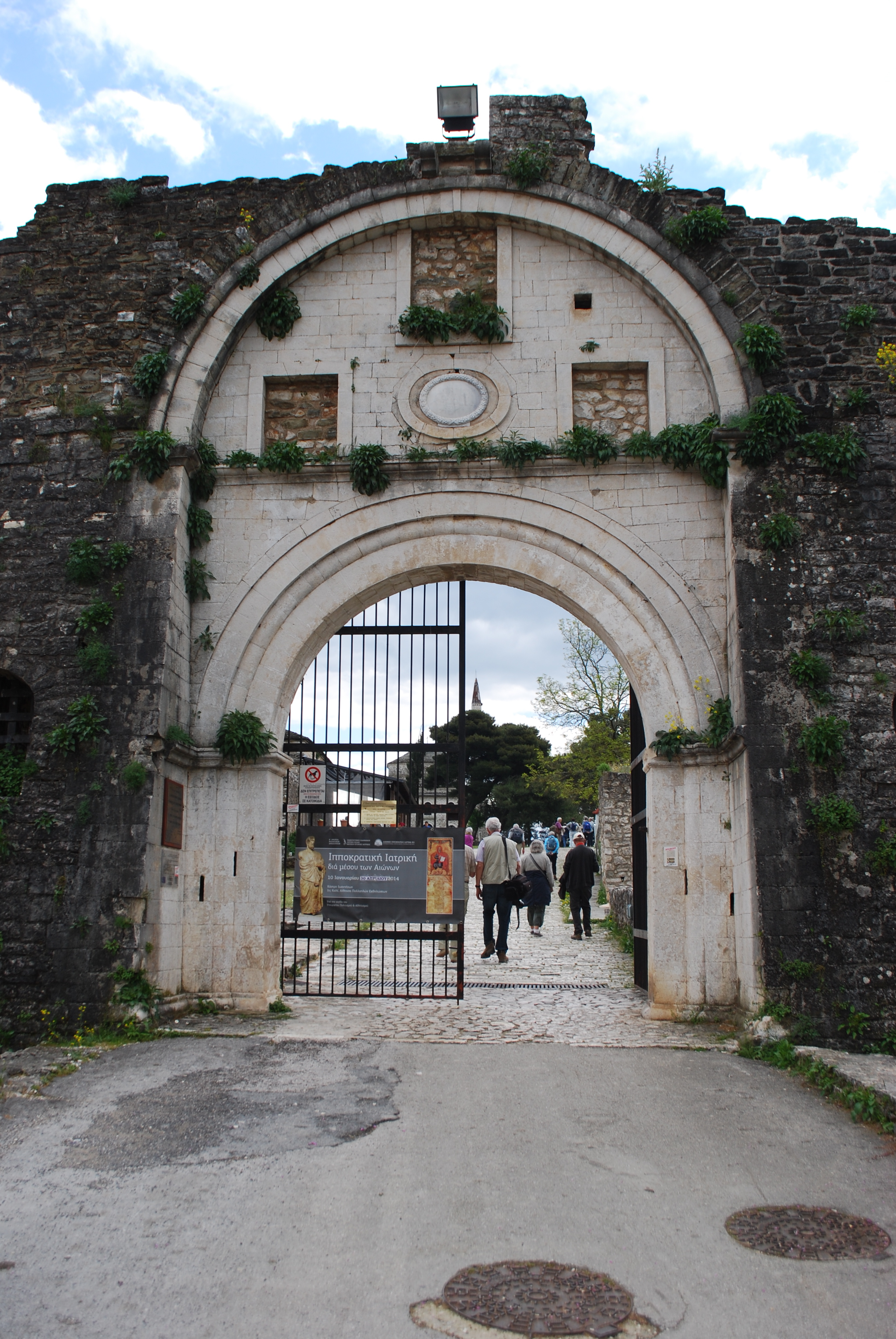
Puerta principal de Its Kale
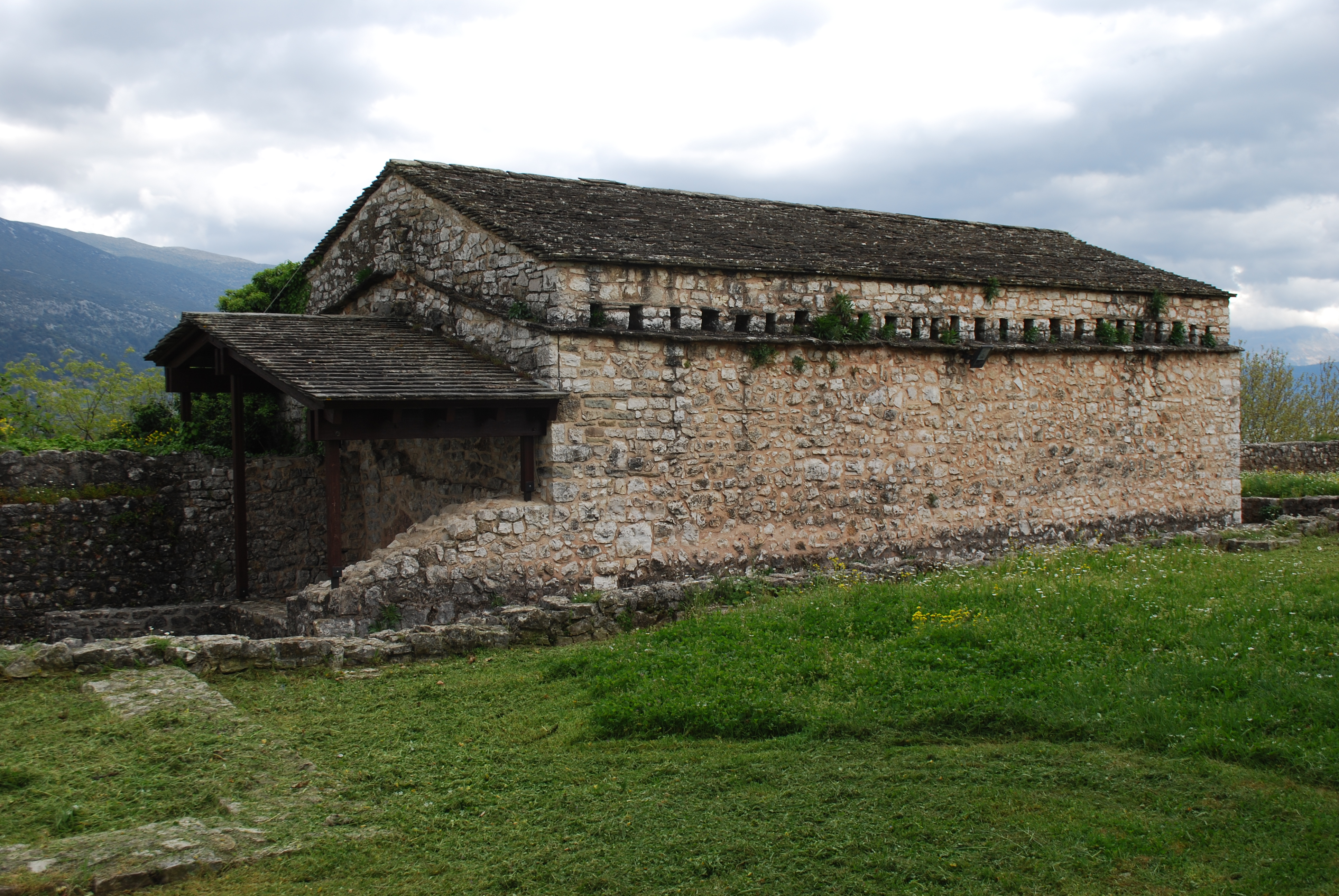
Polvorín
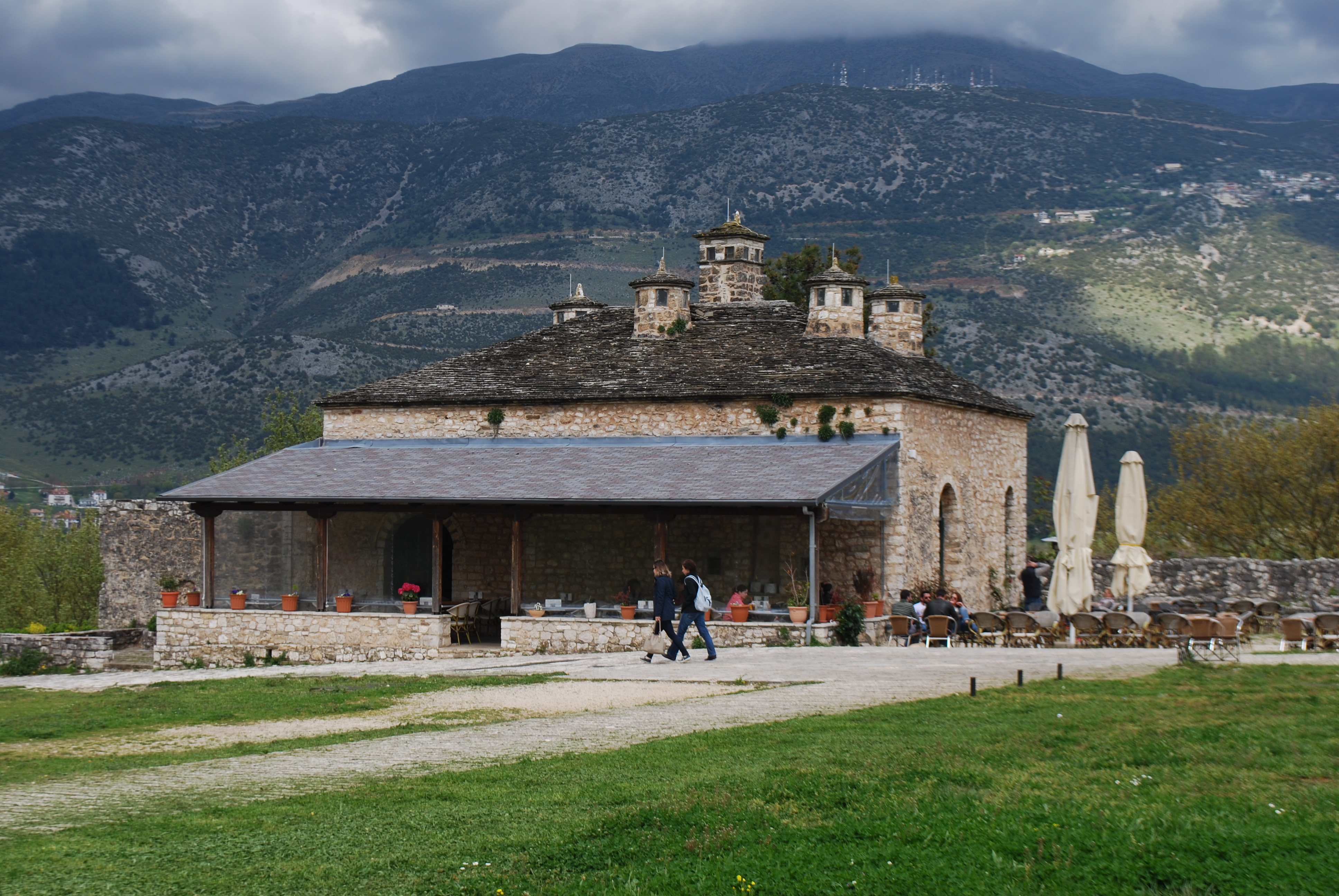
Cocinas de palacio
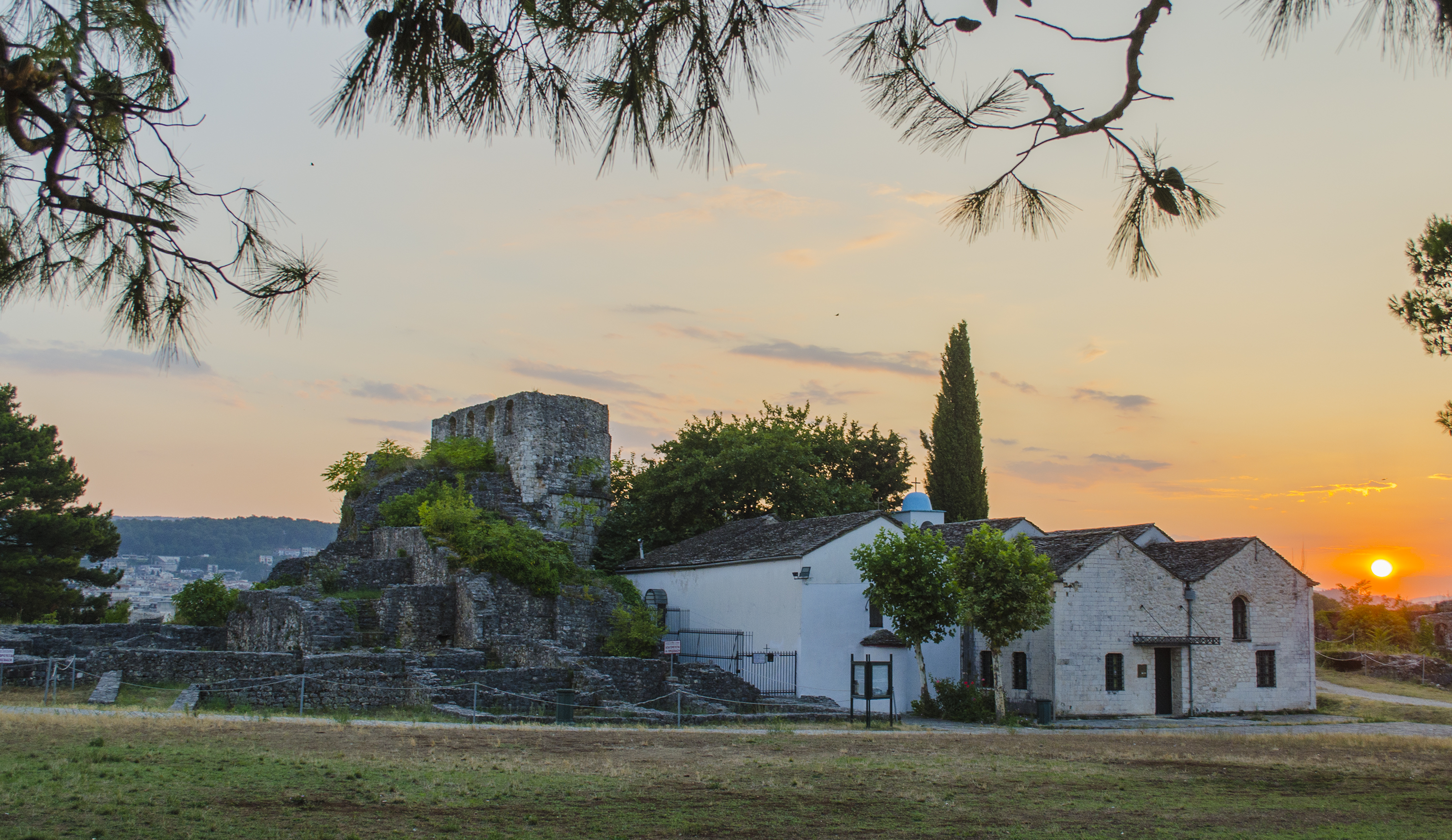
Ruinas del palacio de Alí Pachá y Torre de Bohemundo
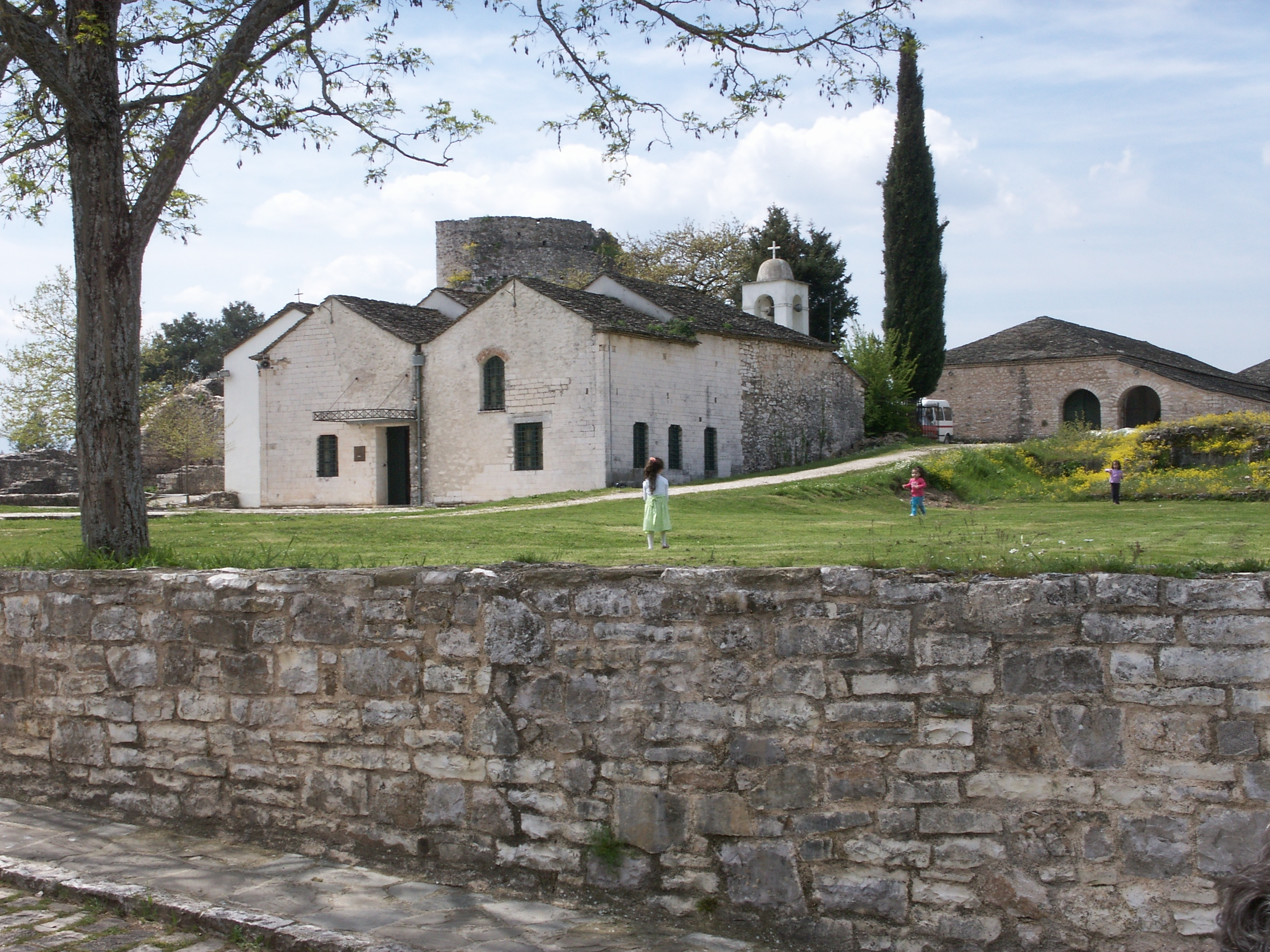
El llamado Tesoro (derecha) y la Iglesia de los Santos anárgiros (izquierda)
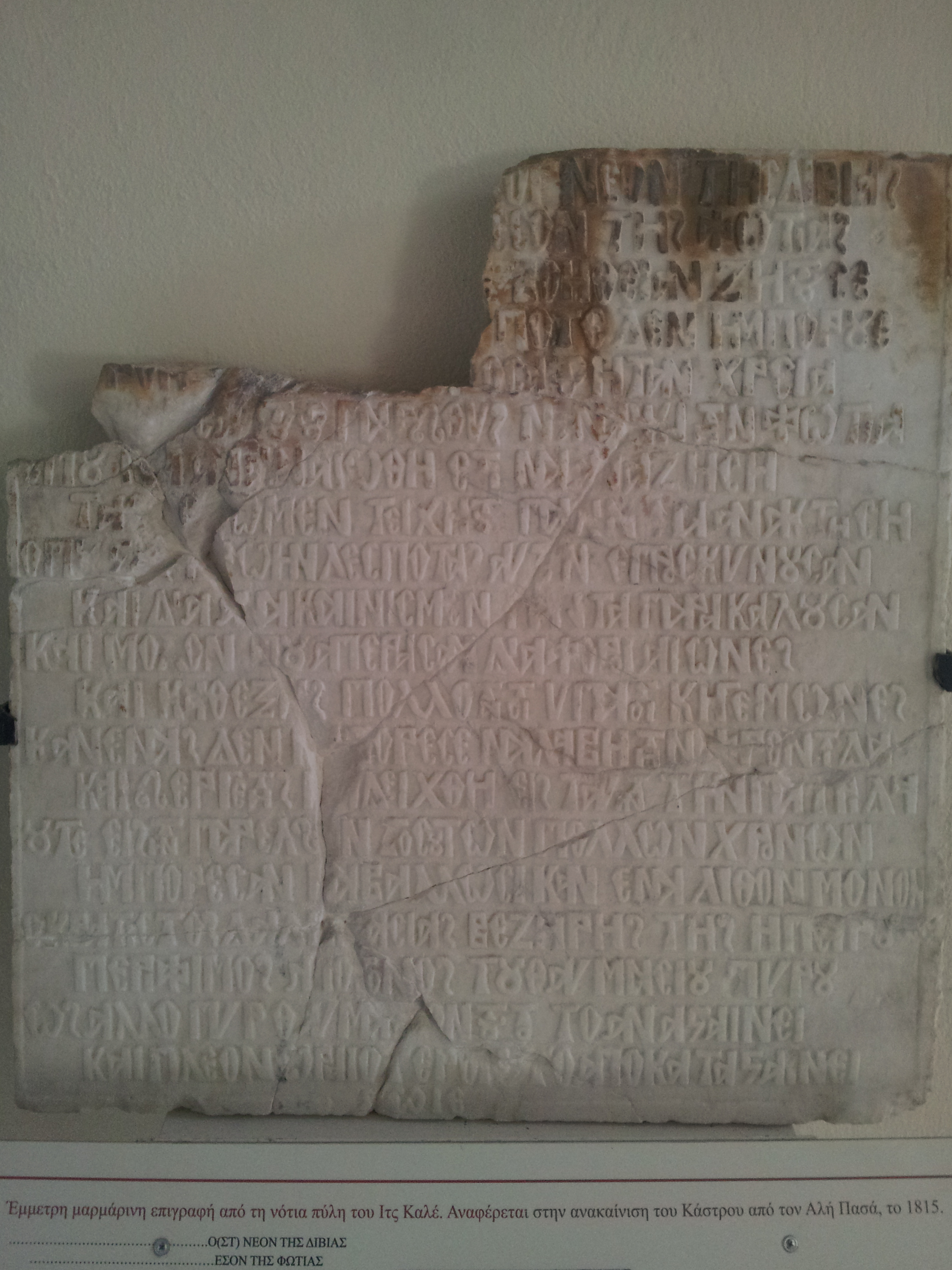
Inscripción conmemorativa de la reconstrucción de Its Kale por Alí Pachá, 1815